# Старая Буда (Глинковский район)
 Старая Буда— деревня  в  Смоленской области России,  в Глинковском районе. Население — 18 жителей (2007 год) . Расположена в центральной части области  в 6 км к югу от села Глинка, в 3,5 км к северу от автодороги Р96 Новоалександровский(А101)- Спас-Деменск — Ельня — Починок .
Входит в состав  Бердниковского сельского поселения.

## История
Название произошло от слова Буда - в прошлом предприятие по производству поташа, расположенное в лесу.

## Экономика
Фермерское хозяйство "Горизонт"